# Iwaniwzi (Mukatschewo)
Iwaniwzi (kyrillisch geschrieben Іванівці; russisch Iwanowzy (Ивановцы), slowakisch Ivanovce, ungarisch Iványi) ist ein Ort in der Oblast Transkarpatien in der westlichen Ukraine.
Der Ort wurde 1400 zum ersten Mal schriftlich erwähnt und liegt am Flüsschen Rika am Fuße der Karpaten.
Bis 1919 gehörte der Ort zum Kaiserreich Österreich-Ungarn beziehungsweise Ungarn, danach als Teil der Karpato-Ukraine zur Tschechoslowakei. Mit der Annektierung kam er 1939–1945 wieder zu Ungarn, ab 1945 war der Ort ein Teil der Sowjetunion und ist seit 1991 Teil der Ukraine.
Am 12. Juni 2020 wurde das Dorf zusammen mit 12 umliegenden Dörfern zum Zentrum der neu gegründeten Landgemeinde Iwaniwzi (Івановецька сільська громада/Iwanowezka silska hromada) im Rajon Mukatschewo. Bis dahin bildete es zusammen mit den Dörfern Kljatschanowo und Stare Dawydkowo die Landratsgemeinde Iwaniwzi (Івановецька сільська рада/Iwanowezka silska rada).
Folgende Orte sind neben dem Hauptort Iwaniwzi Teil der Gemeinde:
| Name                     | Name            | Name                        | Name                 | Name                | Name    |
| ukrainisch transkribiert | ukrainisch      | russisch                    | slowakisch           | ungarisch           | deutsch |
| ------------------------ | --------------- | --------------------------- | -------------------- | ------------------- | ------- |
| Bobowyschtsche           | Бобовище        | Бобовище (Bobowischtsche)   | Bobovište, Bobovišče | Borhalom, Bubuliska | -       |
| Hrybiwzi                 | Грибівці        | Грибовцы (Gribowzy)         | Hribovce             | Gombás, Hribóc      | -       |
| Ilkiwzi                  | Ільківці        | Ильковцы (Ilkowzy)          | Jivkovce, Ilkovce    | Ilkó, Ilkóc         | -       |
| Kljatschanowo            | Клячаново       | Клячаново                   | Kličanovo, Klačanovo | Klacsanó            | -       |
| Kopyniwzi                | Копинівці       | Копиновци                   | Kopinovce            | Nagymogyorós        | -       |
| Lochowo                  | Лохово          | Лохово                      | Lochovo, Lohovo      | Beregszőllős, Lohó  | -       |
| Mykuliwzi                | Микулівці       | Микуловцы (Mikulowzy)       | Mikulovce            | Kismogyorós         | -       |
| Rostowjatyzja            | Ростов'ятиця    | Ростовятица (Rostowjatiza)  | Rostovatice          | Rosztovátovci       | -       |
| Schtschaslywe            | Щасливе         | Счастливое (Stschastliwoje) | Serenčovce, Serenč   | Szerencsfalva       | -       |
| Schukowo                 | Жуково          | Жуково                      | Žukovo               | Zsukó               | -       |
| Stare Dawydkowo          | Старе Давидково | Староє Давыдково            | Staré Davidkovo      | Ódávidháza          | -       |
| Tscherejiwzi             | Череївці        | Череёвцы (Tscherejewzy)     | Čerejovce            | Cserház, Cserejóc   | -       |